# 松崎史子
松崎 史子（まつざき ふみこ、1980年11月20日 - ）は、日本の女性声優。神奈川県出身。
東京アナウンスアカデミー卒業後、マウスプロモーション付属俳優養成所を経て、2004年から2012年5月までマウスプロモーションに所属していた。

## 出演作品

### テレビアニメ
2006年
- 風人物語（アナウンサー）

### ゲーム
2004年
- センチメンタルプレリュード（山下杏子）

2005年
- 3年B組金八先生 伝説の教壇に立て!（ギター部少女A）

2007年
- クッキングママ みんなといっしょにお料理大会!（インド・フランスのおともだち）

2008年
- ときめきメモリアル Girl's Side 2nd Kiss（花椿姫子）

### ドラマCD
- Angel's Feather ドラマCD vol.7（パメラ、黒い翼2）
- 駆け引きはベッドの上で（ユリ）
- センチメンタルプレリュード（山下杏子）
- 特別レッスンは真夜中に（家政婦2）
- 花嫁は緋色に囚われる（メイド1）
- パンクナイトNANA

### 吹き替え
- アイルランド・ライジング（アイリーン）
- 頭文字D
- コールドケース 迷宮事件簿（子供のティナ）
- トワイライトゾーン（ジュニア）
- マイ・スイート・メモリーズ

### 舞台
- 桜の田